# Kim Campbell
Avril Phaedra Douglas Campbell, més coneguda com a Kim Campbell (Port Alberni, Colúmbia Britànica 10 de març 1947),ha estat la dinovena Primera Ministra del Canadà del 25 de juny al 4 de novembre de 1993 substituint Brian Mulroney. Ha estat l'única dona que ha ocupat aquest càrrec, i la tercera dona que ha estat cap de govern a Amèrica del Nord (després d'Eugenia Charles, de Dominica, i Violeta Chamorro, de Nicaragua).
Es graduà en Ciències Polítiques a la Universitat de la Colúmbia Britànica. Intentà ser escollida al Parlament de la Colúmbia Britànica el 1986. Fou nomenada Primera Ministra després de la dimissió de Mulroney el 25 de juny del 1993, tot imposant-se a la candidatura de Jean Charest; anteriorment havia estat Ministra de Justícia del 1990 al 1993. Es presentà com a candidata pel Partit Conservador Progressista del Canadà a les eleccions del 25 d'octubre del 1993, però fou derrotada pel Partit Liberal del Canadà amb suport del Bloc Quebequès. Fou substituïda per Jean Chrétien, que el 1996-2000 la nomenà cònsol general a Los Angeles.